# Беговац (Цетинград)
Беговац је бивше насељено место у општини Цетинград, на Кордуну, Карловачка жупанија, Република Хрватска.

## Становништво

### Број становника по пописима
| Националност   | 2001. | 1991. | 1981. | 1971. | 1961. | 1953. | 1948. | 1931. | 1921. | 1910. | 1900. | 1890. | 1880. | 1869. | 1857. |
| бр. становника | %     | %     | %     | %     | %     | %     | 158   | 414   | 347   | 379   | 333   | 365   | 495   | 626   | 536   |

- напомене:

Види напомену под Цетинград.